# 20532 Бенбілбі
20532 Бенбілбі (20532 Benbilby) — астероїд головного поясу, відкритий 7 вересня 1999 року.
Тіссеранів параметр щодо Юпітера — 3,438.